# Polscy łyżwiarze figurowi na igrzyskach olimpijskich
Polscy łyżwiarze figurowi na igrzyskach olimpijskich – występy reprezentantów Polski na zimowych igrzyskach olimpijskich w zawodach łyżwiarstwa figurowego.

## Wyniki
| Rok                                            | Miejsce                                        | Soliści                                        | Solistki                                       | Pary sportowe                                  | Pary taneczne                                  | Źr.                                            |                                                |
| Polacy nie startowali na IO w latach 1908–1964 | Polacy nie startowali na IO w latach 1908–1964 | Polacy nie startowali na IO w latach 1908–1964 | Polacy nie startowali na IO w latach 1908–1964 | Polacy nie startowali na IO w latach 1908–1964 | Polacy nie startowali na IO w latach 1908–1964 | Polacy nie startowali na IO w latach 1908–1964 | Polacy nie startowali na IO w latach 1908–1964 |
| ---------------------------------------------- | ---------------------------------------------- | ---------------------------------------------- | ---------------------------------------------- | ---------------------------------------------- | ---------------------------------------------- | ---------------------------------------------- | ---------------------------------------------- |
| 1968                                           | Grenoble                                       | DNS                                            | DNS                                            | 14 – Janina Poremska / Piotr Sczypa            | DNS                                            | [ 1 ]                                          |                                                |
| 1972                                           | Sapporo                                        | DNS                                            | DNS                                            | 11 – Grażyna Osmańska / Adam Brodecki          | DNS                                            | [ 2 ]                                          |                                                |
| 1976                                           | Innsbruck                                      | DNS                                            | 18 – Grażyna Dudek                             | DNS                                            | 9 – Teresa Weyna / Piotr Bojańczyk             | [ 3 ]                                          |                                                |
| Polacy nie startowali na IO w 1980 r.          |                                                |                                                |                                                |                                                |                                                |                                                |                                                |
| 1984                                           | Sarajewo                                       | 12 – Grzegorz Filipowski                       | DNS                                            | DNS                                            | DNS                                            | [ 4 ]                                          |                                                |
| 1988                                           | Calgary                                        | 5 – Grzegorz Filipowski                        | DNS                                            | DNS                                            | 17 – Honorata Górna / Andrzej Dostatni         | [ 5 ]                                          |                                                |
| 1992                                           | Albertville                                    | 11 – Grzegorz Filipowski                       | 19 – Zuzanna Szwed                             | DNS                                            | DNS                                            | [ 6 ]                                          |                                                |
| 1994                                           | Lillehammer                                    | DNS                                            | 10 – Anna Rechnio                              | DNS                                            | 17 – Agnieszka Domańska / Marcin Głowacki      | [ 7 ]                                          |                                                |
| 1998                                           | Nagano                                         | DNS                                            | 19 – Anna Rechnio                              | 10 – Dorota Zagórska / Mariusz Siudek          | 12 – Sylwia Nowak / Sebastian Kolasiński       | [ 8 ]                                          |                                                |
| 2002                                           | Salt Lake City                                 | DNS                                            | DNS                                            | 7 – Dorota Zagórska / Mariusz Siudek           | 13 – Sylwia Nowak / Sebastian Kolasiński       | [ 9 ]                                          |                                                |
| 2006                                           | Turyn                                          | DNS                                            | DNS                                            | 9 – Dorota Zagórska / Mariusz Siudek           | 21 – Aleksandra Kauc / Michał Zych             | [ 10 ]                                         |                                                |
| 2010                                           | Vancouver                                      | 28 – Przemysław Domański                       | 30 – Anna Jurkiewicz                           | 18 – Joanna Sulej / Mateusz Chruściński        | DNS                                            | [ 11 ]                                         |                                                |
| Polacy nie startowali na IO w 2014 r.          |                                                |                                                |                                                |                                                |                                                |                                                |                                                |
| 2018                                           | Pjongczang                                     | DNS                                            | DNS                                            | DNS                                            | 14 – Natalia Kaliszek / Maksym Spodyriew       | [ 12 ]                                         |                                                |
| 2022                                           | Pekin                                          | DNS                                            | 12 – Jekatierina Kurakowa                      | DNS                                            | 17 – Natalia Kaliszek / Maksym Spodyriew       | [ 13 ] [ 14 ]                                  |                                                |